# Между небом и землёй (фильм, 1975)
«Между небом и землёй» — советский музыкальный художественный фильм 1975 года, снятый на киностудии «Молдова-фильм».

## Сюжет
Шебутному парню Симиону Куку (Всеволод Абдулов), находчивому весельчаку, замечательному певцу и любителю девушек — пришло время идти служить в армию. Попав в гвардейский десантный полк под начальство неравнодушного к музыке старшины Петра Головко (Роман Ткачук), молдаванин Симион заводит крепкую дружбу с однополчанами — армянином Нерсесом и русским Василием, также любящими и умеющими петь. Вскоре по инициативе старшины друзья организовывают ансамбль, назвав его «СиНеВа» — по начальным буквам имён его участников. А спустя ещё немного времени ребята знакомятся и с новым музыкальным руководителем по имени Саша Карасик…

## В ролях
- Всеволод Абдулов — Симион Куку
- Лариса Ерёмина — Саша Карасик
- Семён Морозов — Анатолий Зюкин
- Виктор Перевалов — солдат Василий
- Роман Ткачук — старшина Петро Головко + камео — артист Роман Ткачук
- Семён Фарада — директор магазина Гарик Матвеевич
- Д. Япуджан — Нерсес

В эпизодах:
- Михаил Бадикяну — бадя Архип
- Клара Белова
- Доминика Дариенко
- Людмила Иванова
- Михай Курагэу
- Николай Мерзликин
- Анатолий Солоницын — полковник Орлов
- Георгий Хассо

## Съёмочная группа
- Авторы сценария: Михаил Бадикяну, Аркадий Инин
- Режиссёры: Михаил Бадикяну, Валерий Харченко
- Операторы: Аркадий Чуш, Евгений Филиппов
- Художник: Николай Апостолиди
- Балетмейстер: Валентин Манохин
- Автор текстов песен: Леонид Дербенёв
- Композитор: Александр Зацепин
- Директор картины: Артур Загорский

## Музыка
В фильме звучат песни в исполнении:
- Валерия Ободзинского: «Если девчонка тебя избегает», «Песня о первом прыжке», «Марш десантников» и «Небо моё»
- Аллы Пугачёвой: «И кто виноват?»,
- ВИА«Ариэль»: «Волки гонят оленя», «Уходишь ты», «В деле любом и каждом»,
- "Куплеты старшины" (исполнитель неизвестен, возможно Роман Ткачук).

Музыкальные темы и аккомпанемент:
- Эстрадный оркестр под управлением Виталия Клейнота
- ВИА «Ариэль» (в титрах — вокально-инструментальный ансамбль «Ариель»)
- Вокальный квартет «Улыбка» (в титрах отсутствует)

В 1975 году музыка из фильма была издана на пластинке «Песни Александра Зацепина из кинофильма „Между небом и землёй“» (LP, Мелодия — С60-07085-86).